# الجدار العظيم للجاثي والإكليل الشمالي
الجدار العظيم للجاثي والإكليل الشمالي (بالإنجليزية: Hercules–Corona Borealis Great Wall) هو أكبر بنية في الكون اكتشفها البشر، حيث يبلغ طول هذا الجدار 10 مليارات سنة ضوئية وعرضه نحو 7.2 مليار سنة ضوئية و ثخانته نحو مليار سنة ضوئية. اكتُشف هذا الجرم العظيم سنة 2013 عن طريق دراسة أشعة غاما الكونية، حيث لاحظ العلماء تركزا لهذه الأشعة بين كوكبتي الجاثي والإكليل الشمالي، فافترضوا وجود هيكل عملاق وبعد قياس أبعاده، أعلنوا أنه أضخم شيء أتيحت لهم ملاحظته.

## تاريخ
انفجارات أشعة غاما هي أحداث كونية نادرة جدا، تحدث كل بضعة ملايين من السنين في مجرة معينة.
منذ سنة 1997 و حتى سنة 2012، درس العلماء هذه الانفجارات بمساعدة الأقمار الاصطناعية الروبوتية، و تمكنوا، عن طريق ذلك، من وضع خريطة أكثر تفصيلا للكون. و عند دراسة تلك الخريطة، لاحظوا شيءا مثيرا للاهتمام:14 انفجارا لأشعة غاما قريبة جدا من بعضها، مما يعني أن هناك تركزا كبيرا للمادة في تلك المنطقة، و بعد قياس أبعاد هذا الجسم، وجدوا أن قطره 10 ملايين سنة ضوئية، و بالتالي أعلنوا، في سنة 2013، أنهم اكتشفوا تجمعا مجريا هائلا جدا قد يكون أكبر ما توصل الإنسان إلى رؤيته.

## خصائص
يقع الجدار العظيم للجاثي والإكليل الشمالي بين كوكبي الجاثي و الإكليل الشمالي، و يتكون من مئات الآلاف من المجرات، و من تريليونات التريليونات من النجوم، كلها مجتمعة في تشكيل واحد مترابط عن طريق قوى الجاذبية والمادة السوداء. و لتخيل حجم هذا الجدار، فإن طوله يساوي 100000 مرة قطر مجرة درب التبانة.

## تناقضات

### مع النظرية الفلكية
تقول نظرية المبدإ الكوني المفترضة من طرق ألبرت أينشتاين، أن «الكون تقريبا كله متشابه، مما يعني أن أي جسمين في الكون سيكونان متشابهين جدا، و لو كانا بعيدين جدا عن بعضهما، بشرط أن يكونا أكبر من 250 إلى 300 مليون سنة ضوئية». تدل الفرضية على أن أكبر جسم في الكون يجب ألا يتجاوز حجمه 1.2 مليار سنة ضوئية. المدهش أن هذا الجدار أكبر ب8 مرات من الحد.

### مع نظريات تطور الكون
يبعد الجدار العظيم للجاثي والإكليل الشمالي عن الأرض ب10 مليارات سنة ضوئية، ما يعني أن ضوءه يصلنا بعد 10 مليارات سنة، و حيث أن طول الجدار 10 مليارات سنة ضوئية، فإن العلماء صاروا يقولون أن 13.8 مليار سنة و هي «عمر الكون لا يكفي تكون هذا الجدار العظيم». هذا يضع العلماء في مشكلة لم يتمكن أحد -و لا مكتشف الجدار- من تفسيره، مما جعل البعض يشكون بوجود هذا الجدار العظيم.

## اقرأ أيضا
- الإكليل الشمالي (كوكبة)
- الجاثي (كوكبة)